# 교황 니콜라오 5세
교황 니콜라오 5세(라틴어: Nicolaus PP. V, 이탈리아어: Papa Niccolò V)는 제208대 교황(재위: 1447년 3월 6일 - 1455년 3월 24일)이다. 본명은 톰마소 파렌투첼리(이탈리아어: Tommaso Parentucelli)이다.

## 어린 시절
그의 아버지는 루니지아나에서 중요한 마을인 사르차나의 약사 바르톨로메오 파렌투첼리와 어머니는 피비차노의 안드레올라 보시이다. 루니지아나 지방은 오랫동안 토스카나와 리구리아, 밀라노에 맞서 싸워왔다. 그의 어머니가 태어난 곳인 피비차노는 당시 피렌체 권력의 중심지였다. 그는 1397년 사르차나에서 태어났는데, 당시 사르차나는 피렌체 공화국에서 제네바 공화국으로 넘어간지 3년째 되던 해였다. 그는 어렸을 때 아버지를 여의었다. 파란투첼리는 나중에 피렌체에서 스트로치 가문과 알비치 가문의 아이들을 가르치는 가정교사가 되었는데, 그곳에서 그는 뛰어난 인문주의 학자들을 만났다.
볼로냐와 피렌체에서 공부한 그는 1422년에 신학 학위를 받았다. 그의 재능을 눈여겨본 니콜로 알베르가티 주교는 그가 독일과 프랑스, 잉글랜드 등지에서 유학 생활을 하며 더 많이 공부할 수 있게 기회를 주었다. 학구열이 높았던 그는 어디를 가든 그곳의 서적들을 수집했는데, 그가 쓴 글의 주석에서 그 흔적을 찾아볼 수 있다.
그는 1444년 피렌체 공의회에 참석했으며, 그의 후원자인 니콜로 알베르가티가 선종하자 그의 주교좌였던 볼로냐의 주교에 임명되었다. 그러나 볼로냐 시민들이 이에 반발하며 계속 시위를 벌이자 교황 에우제니오 4세는 그를 프랑크푸르트에 교황 특사 중 한 명으로 파견했다. 그는 바젤 공의회의 법령 무력화 내지는 억제를 포함하여 교황령과 신성 로마 제국 간의 협상을 도왔다.

## 교황

### 교황 선출
성공적인 외교술 덕분에 그는 그 보상으로 로마에 돌아갔을 때 1446년 12월 산타 수산나 성당의 사제급 추기경에 서임되었다. 1447년 콘클라베에서 그는 에우제니오 4세의 뒤를 이어 3월 6일에 교황으로 선출되었다. 그는 예전에 자신의 학업을 후원해준 니콜로 알베르가티를 기리기 위해 니콜라오라는 이름을 선택했다.
그의 재위기간은 8년 남짓에 불과했지만, 세계의 정치사·과학사·문학사에서 중요한 시기였다. 정치면에서 그는 1448년 2월 17일 독일 왕 프리드리히 3세와 빈 협약 또는 아샤펜부르크 협약을 체결하여 성직록을 받는 자가 교황에게 연납금을 바치는 것에 반대한 바젤 공의회의 결정사항들을 철회했다. 이듬해 4월 7일 대립 교황 펠릭스 5세가 자리에서 물러나고 로잔에 모인 바젤 공의회의 잔당으로부터 그가 유일무이한 교황이라는 인정을 받아냄으로써 더 큰 전술적 승리를 거두었다.

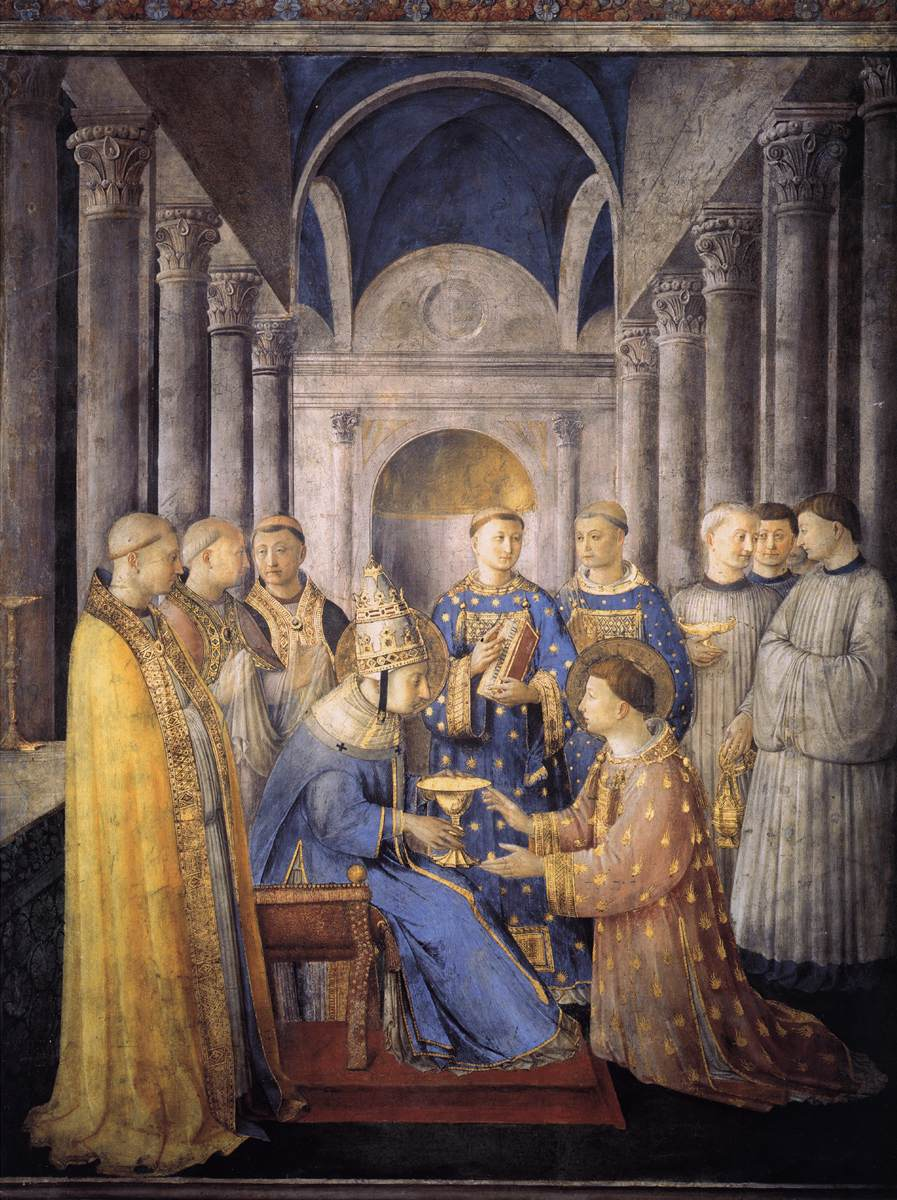
프라 안젤리코의 《라우렌시오를 부제 서품하는 성 베드로》. 이 그림에서 니콜라오 5세가 성 베드로의 모델이 되었다.

### 로마 르네상스
1450년에 니콜라오 5세는 로마에서 성년을 지냈는데, 그가 바라던 대로 수많은 순례자가 로마에 몰려와 교황청의 재정이 좋아지고 이탈리아의 문화 발전을 촉진하는 계기가 되었다. 1452년 3월 그는 성 베드로 대성전에서 프리드리히 3세의 신성 로마 제국 황제 대관식을 집전하였다. 이는 로마에서 거행된 신성 로마 제국 황제의 마지막 대관식이었다. 니콜라오 5세는 로마에 신선한 르네상스 정신을 불어넣었다. 그는 그리스도교 세계의 수도에 걸맞게 새로운 기념비들을 세워 활기를 불어넣을 계획을 갖고 있었다. 그는 로마를 아름답게 꾸며 신앙과 예술의 중심지로 만들려고 하였다.
그가 먼저 관심을 둔 사안은 행정적인 문제였는데, 로마 시의 요새를 강화하고 시내를 깨끗이 청소했으며, 주요 도로를 포장하고 급수 시설을 회복하도록 지시했다. 때때로 6세기 침략자들에 의해 거대한 수도교들이 파괴되면서 고대 로마가 종식되었다고도 한다. 중세 로마 시민들은 우물과 물탱크에 의존했으며, 가난한 사람들은 누렇게 변질된 테베레강에서 물을 길러왔다. 이에 니콜라오 5세는 아그리파가 세웠던 아쿠아 비르고 수도교를 복구하고 레온 바티스타 알베르티로 하여금 트레비 분수의 전신인 간소한 수돗가를 만들도록 하였다.
그렇지만 무엇보다도 니콜라오 5세가 중점을 둔 사업은 교황직을 교회의 중심으로 재인식시켜 줄 바티칸과 보르고 지구, 성 베드로 대성전 등의 개축이었다. 그는 라테라노 궁전의 개축을 위해 고대 바실리카의 일부를 가져와 썼으며, 나중에는 마차 2,522대 분량의 콜로세움 대리석까지 끌어 모았다. 그리고 프라 안젤리코로 하여금 라테라노 궁전에 프레스코화를 그리도록 하였다.

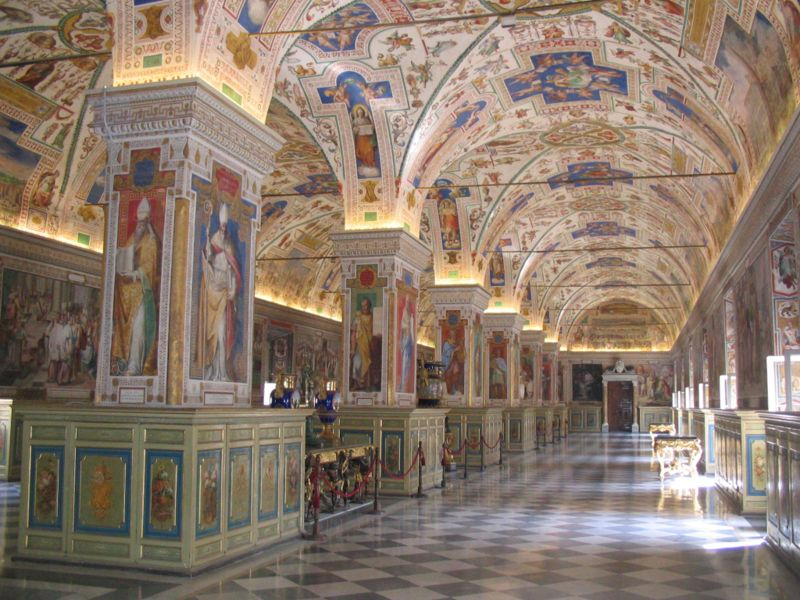
니콜라오 5세가 건립한 바티칸 도서관

### 인문주의 운동 후원
니콜라오 5세의 아낌 없는 후원 아래 인문주의도 빠르게 성장했다. 그동안 로마에서 인문주의 학문은 이방 종교에 대한 불건전한 관심으로 지적받아 왔으며, 심지어 교회를 분열시키는 이단을 만들어내는 원인으로 지목받아 왔다. 그러나 니콜라오 5세는 인문주의를 그리스도교 도시인 로마의 문화 수준을 한 단계 도약하기 위한 수단으로 봤다. 그래서 그는 콘스탄티노폴리스의 함락 후 그리스 학자들을 데려오기 위해 동방에 특사를 보냈다. 또한 교황은 로렌초 발라로 하여금 그리스도교도와 이교도를 구분하지 않고 그리스 역사책들을 라틴어로 번역하도록 했다. 이는 인쇄술이 도입되기 전에 지식의 범위를 급속도로 넓히는데 크게 기여했다.
니콜라오 5세는 아스콜리의 에녹과 조반니 토르텔리의 도움을 받아 콘스탄티노폴리스가 함락된 후 오스만 제국으로부터 필사본을 포함해 9만 권의 서적을 구출해 이들을 소장할 도서관을 설립했다. 교황 본인은 그의 친구인 에네아 실비로 피콜로미니(훗날의 교황 비오 2세)도 “그는 인간의 지식 범위 밖에 있는 것 외에는 모르는 것이 없었다”고 말할 정도로 해박한 지식을 갖고 있었다. 또한 니콜라오 5세는 바티칸 도서관을 설립하고 학자들이 이곳에 와서 연구하는 것을 지원하는데 큰 역할을 했다.

## 말년
하지만 화려했던 그의 치세는 1453년 오스만 제국이 콘스탄티노폴리스를 함락하면서 빛바래지게 되었다. 1452년 늦은 봄에 동로마 제국의 황제 콘스탄티노스 11세가 오스만 제국의 술탄 메흐메트 2세의 침략이 임박하자 도움을 요청하는 친서를 니콜라오 5세에게 보냈다. 이에 니콜라오 5세는 위기에 처한 콘스탄티노폴리스를 돕기 위해 그리스도교 국가들의 힘을 하나로 모으려고 했으나 실패했다. 대신에 그는 동로마 제국의 수도를 방어하기 위해 10척의 교황령 함선을 제노바와 베네치아, 나폴리 함선들과 함께 보냈다. 하지만 그 전에 제국의 수도가 점령되면서 이들 함대는 아무런 도움도 되지 못했다. 교황은 이 사건이 그리스도교 세계와 그리스 문학 모두의 참사라고 생각했다. 에네아 실비오는 이 참사는 ‘호메로스와 플라톤을 두 번 죽인 일’이었다는 글을 남겼다.
니콜라오 5세는 십자군 원정을 독려하고 이탈리아 국가들 간의 상호 적대감을 없애기 위해 노력했지만, 큰 성과를 거두지는 못했다. 그는 수많은 서적들을 갖고 이탈리아로 오기 시작한 그리스 학자들로 인한 큰 결실을 볼 만큼 오래 살지 못했다. 1452년에는 스테파노 포르카리가 교황청을 전복하려던 음모를 꾸미다가 사전에 적발되어 진압되고 이에 관련된 모든 주모자가 처벌을 받았다.
1455년 3월 24일 니콜라오 5세는 통풍으로 선종했다.